# Kaple svaté Anny (Tanvald)
Kaple svaté Anny je drobná barokní sakrální stavba v Tanvaldu. Je zapsána do seznamu kulturních památek.

## Historie
Kaple byla postavena roku 1727. Ještě v 60. letech 20. století byla vybavena bohatým mobiliářem, který byl však do roku 1989 rozkraden. Zchátralá kaple byla roku 1991 opravena a 29. června téhož roku opět vysvěcena.

## Popis
Kaple je postavena na obdélném půdorysu se zkosenými rohy. Ty jsou pak zvýrazněny pilastry s profilovanými hlavicemi. Cibulová střecha je pokryta plechem. Původní dveře z 2. poloviny 19. století byly nahrazeny kovanou mříží z 90. let 20. století.
V interiéru se nacházel barokní oltářík se sochou svaté Anny Samotřetí. Interiéru nyní dominuje obrázek svaté Anny od tanvaldské výtvarnice Krystyny Rataj Černé z roku 1992.